# Rio Chiraleş
O Rio Chiraleş é um rio da Romênia, afluente do Lechinţa, localizado no distrito de Bistriţa-Năsăud.